# Hacıhasanlı, Çiçekdağı
Hacıhasanlı là một xã thuộc huyện Çiçekdağı, tỉnh Kırşehir, Thổ Nhĩ Kỳ. Dân số thời điểm năm 2010 là 307 người.